# Портрет П. В. Енгельгардта
Портрет П. В. Енгельгардта — портрет поміщика П. В. Енгельгардта роботи Тараса Григоровича Шевченка виконаний ним аквареллю в 1833 році в Санкт-Петербурзі. Зліва аквареллю дата і підпис автора: 1833, Шевченко.
Особу П. В. Енгельгардта визначено колишнім власником портрета І. Є. Цвєтковим, який особисто знав В. П. Енгельгардта, сина портретованого П. В. Енгельгардта.
Картина зберігається в Національному музеї Тараса Шевченка (інв. № г—857). Попередні місця збереження: Цвєтковська галерея, Державна Третьяковська галерея, Інститут Тараса Шевченка (Харків), Галерея картин Т. Г. Шевченка (Харків), Центральний музей Т. Г. Шевченка (Київ).
1939 року експонувався на Республіканській ювілейній шевченківській виставці в Києві (Каталог, № 82).